# Baby Don't Hurt Me
«Baby Don't Hurt Me» es un sencillo colaborativo del DJ francés David Guetta con la cantante británica Anne-Marie y la rapera estadounidense Coi Leray. Fue publicado el 6 de abril de 2023 por What a DJ y Warner UK. La canción contiene un sample de «What Is Love» (1993) de Haddaway.
El sencillo fue nominado a la Mejor Grabación de Dance Pop en la 66a entrega anual de los premios Grammy, siendo estas las primeras nominaciones para Leray y Anne-Marie.

## Antecedentes y composición
La canción fue escrita junto con Ed Sheeran, quién habló sobre la colaboración en una entrevista en marzo de 2023. Guetta y Leray preestrenaron la canción en el 2023 Ultra Music Festival el 27 de marzo de 2023. La canción fue descrita como una reimaginación «moderna» de la canción original de 1993, en la que Guetta encontró una fórmula «que le funciona a la hora de hacer nuevos éxitos» y así continuar haciéndolo. Para la canción, Guetta utilizó el «emblemático» riff, junto con las melodías y algunas letras de la original, dándole un toque moderno. El lanzamiento de la canción fue acompañado por un video con letra.

## Video musical
El videoclip, dirigido por Hannah Lux Davis, fue filmado a finales de marzo de 2023 y publicado el 5 de mayo de 2023. El video rinde homenaje a A Night at the Roxbury, en la que en una escena del video, varios personajes vestidos de forma similar a los hermanos Butabi hacen el movimiento de cabeza de la película.  

## Remezclas
La canción cuenta con varias remezclas de Hypaton & Giuseppe Ottaviani, DJs From Mars, Borai & Denham, Joel Corry, Cedric Gervais, Robin Schulz, Sofi Tukker, y Ozone & Diagnostix.

## Posicionamiento en listas

### Listas semanales
| Listas (2023)                               | Mejor posición |
| ------------------------------------------- | -------------- |
| Australia (ARIA)                            | 67             |
| Australia Dance (ARIA)                      | 7              |
| Austria (Ö3 Austria Top 40)                 | 13             |
| Bélgica (Flandes) (Ultratop 50)             | 10             |
| Bélgica (Valonia) (Ultratop 50)             | 4              |
| Canadá (Canadian Hot 100)                   | 15             |
| CIS (TopHit)                                | 1              |
| Croatia (HRT)                               | 4              |
| República Checa (Rádio Top 100)             | 4              |
| República Checa (Singles Digitál Top 100)   | 27             |
| Finlandia (OFC)                             | 28             |
| France (SNEP)                               | 20             |
| Alemania (Offizielle Deutsche Charts)       | 9              |
| Global 200 (Billboard)                      | 41             |
| Greece International (IFPI)                 | 28             |
| Hungría (Dance Top 40)                      | 12             |
| Hungría (Rádiós Top 40)                     | 1              |
| Hungría (Single Top 40)                     | 2              |
| Iceland (Plötutíðindi)                      | 11             |
| Irlanda (IRMA)                              | 10             |
| Italy (FIMI)                                | 26             |
| Latvia Airplay (LAIPA)                      | 3              |
| Lebanon (Lebanese Top 20)                   | 3              |
| Lithuania (AGATA)                           | 38             |
| Luxembourg (Billboard)                      | 6              |
| Países Bajos (Dutch Top 40)                 | 5              |
| Países Bajos (Mega Single Top 100)          | 8              |
| Nigeria (TurnTable Top 100)                 | 57             |
| Norway (VG-lista)                           | 14             |
| Poland (Polish Airplay Top 100)             | 18             |
| Poland (Polish Streaming Top 100)           | 35             |
| Portugal (AFP)                              | 54             |
| Romania (UPFR)                              | 7              |
| Rusia (Tophit)                              | 1              |
| San Marino (SMRRTV Top 50)                  | 7              |
| Eslovaquia (Rádio Top 100)                  | 1              |
| Eslovaquia (Singles Digitál Top 100)        | 31             |
| Sweden (Sverigetopplistan)                  | 36             |
| Suiza (Schweizer Hitparade)                 | 6              |
| Reino Unido (UK Singles Chart)              | 13             |
| Reino Unido (UK Dance Chart)                | 4              |
| Ucrania (Tophit)                            | 2              |
| Estados Unidos (Billboard Hot 100)          | 48             |
| Estados Unidos (Adult Contemporary)         | 15             |
| Estados Unidos (Adult Top 40)               | 8              |
| Estados Unidos (Hot Dance/Electronic Songs) | 2              |
| Estados Unidos (Mainstream Top 40)          | 12             |
| Venezuela (Record Report)                   | 41             |

| Chart (2023)             | Peak position |
| ------------------------ | ------------- |
| Paraguay (SGP)           | 82            |
| Russia Airplay (TopHit)  | 3             |
| Ukraine Airplay (TopHit) | 3             |

### Listas de fin de año
| Chart (2023)                              | Position |
| ----------------------------------------- | -------- |
| Austria (Ö3 Austria Top 40)               | 27       |
| Canada (Canadian Hot 100)                 | 47       |
| Germany (Official German Charts)          | 28       |
| Global 200 (Billboard)                    | 125      |
| US Adult Contemporary (Billboard)         | 42       |
| US Adult Top 40 (Billboard)               | 37       |
| US Hot Dance/Electronic Songs (Billboard) | 4        |
| US Mainstream Top 40 (Billboard)          | 40       |

## Certificaciones
| País                                                            | Certificación | Ventas    |
| --------------------------------------------------------------- | ------------- | --------- |
| Australia (ARIA)                                                | Oro           | 35,000    |
| Austria (IFPI Austria)                                          | Platino       | 30,000    |
| Canada (Music Canada)                                           | Platino       | 80,000    |
| Francia (SNEP)                                                  | Platino       | 200,000   |
|                                                                 |               |           |
|                                                                 |               |           |
|                                                                 |               |           |
|                                                                 |               |           |
| Streaming                                                       |               |           |
| Grecia (IFPI Greece)                                            | Oro           | 1,000,000 |
| xcifras no especificadas basadas únicamente en la certificación |               |           |